# (7102) Neilbone
(7102) Neilbone – planetoida z pasa głównego asteroid okrążająca Słońce w ciągu 5 lat i 110 dni w średniej odległości 3,09 j.a. Została odkryta 12 lipca 1936 roku w obserwatorium w Johannesburgu przez Cyrila Jacksona. Nazwa planetoidy pochodzi od Neila Bone (ur. 1959), brytyjskiego obserwatora, dyrektora Sekcji Meteorów British Astronomical Association od 1992 roku. Przed nadaniem nazwy planetoida nosiła oznaczenie tymczasowe (7102) 1936 NB.